# طغرود
طغرود، روستایی است از توابع بخش  جعفرآباد شهرستان قم در استان قم ایران.

## جمعیت
این روستا در دهستان باقرآباد قرار دارد و براساس سرشماری مرکز آمار ایران در سال ۱۳۸۵، جمعیت آن ۴۳۸ نفر (۱۲۵خانوار) بوده‌است.